# Weiße Synagoge (Joniškis)

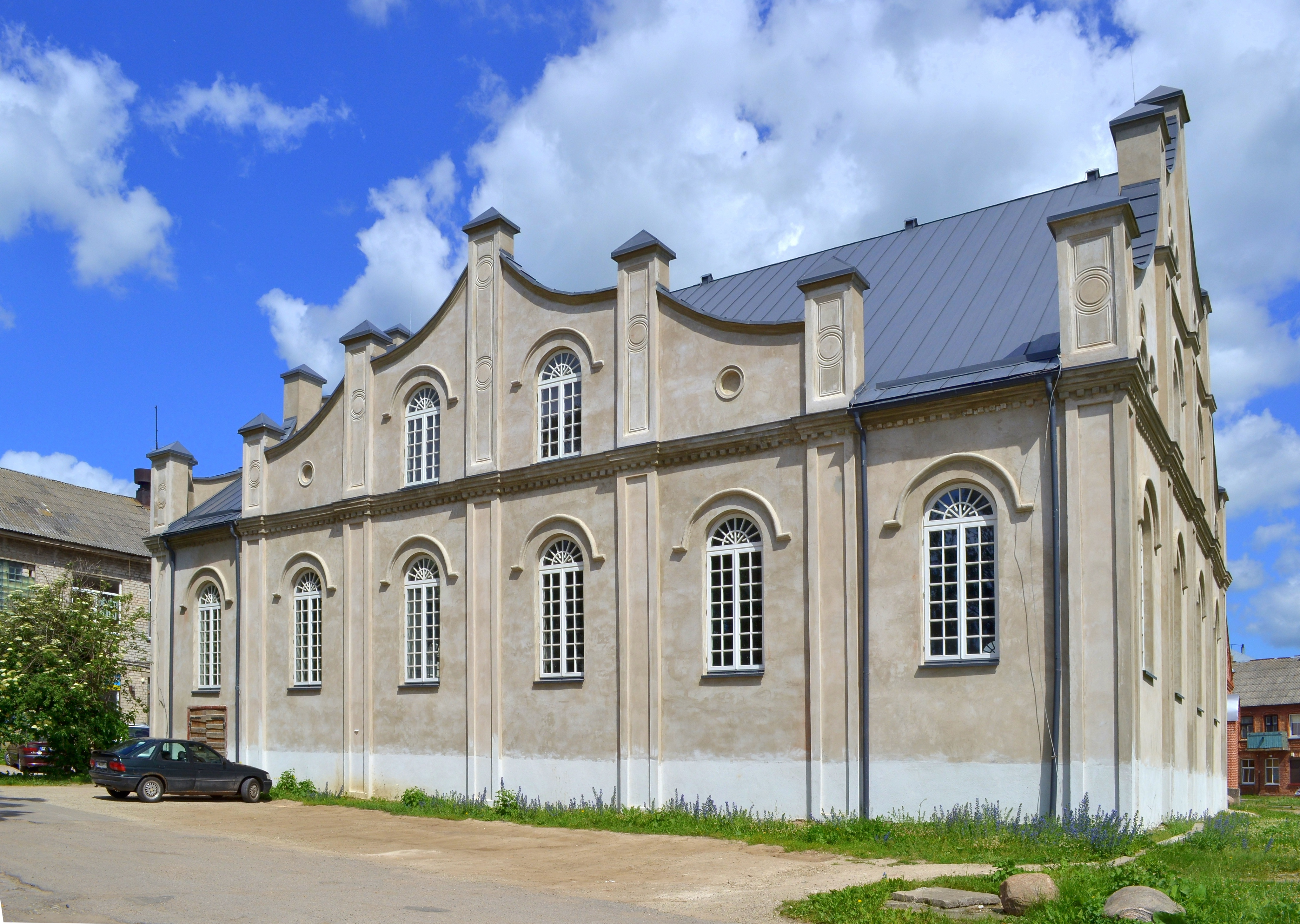
Weiße Synagoge in Joniškis (2013)

Die sogenannte Weiße Synagoge in Joniškis, einer Stadt im Norden Litauens, wurde 1823 errichtet. Die profanierte Synagoge im Stil des Neoklassizismus ist ein geschütztes Kulturdenkmal.
Nach dem Zweiten Weltkrieg wurde das Gebäude für unterschiedliche Zwecke zweckentfremdet. 
Das Synagogengebäude wurde in den 2000er Jahren renoviert und wird nun für kulturelle Veranstaltungen genutzt.